# Gavlehovshallen
Gavlehovshallen är en 18 000 kvadratmeter stor friidrott- och sportarena som ligger i området Gavlehov i stadsdelen Sätra i norra delen av Gävle. Gavlehovshallen innehåller tre hallar, Alfahallen, Novahallen och Omegahallen. Omegahallen är en av Sveriges största friidrottshallar. Intill Gavlehovshallen ligger Monitor ERP Arena, Gavlevallen, Gunder Hägg-stadion, GTK-Hallen samt Gävletravet. 
I Alfahallen spelas oftast innebandy och där IBK Runsten och Gävle GIK spelar sina hemmamatcher. I Omegehallen tränar och tävlar flera friidrottsföreningar, bland andra Gefle IF och IF Skade. Gavlehovshallen har även ett gym, Friskis & Svettis.

## Hallar

### Alfahallen
Storlek på hallen: 20×40 meter.
- läktare med 2142 publikplatser (3 tillgänglighetsanpassade läktare)
- evenemangsgolv
- junior- och seniorinnebandymål.

### Novahallen
Storlek på hallen: 20×40 meter.
- läktare med 300 publikplatser (1 tillgänglighetsanpassad läktare)
- sarg
- junior- och seniorinnebandymål
- handbollsmål
- badmintonnät
- basketkorgar kortsida.

### Omegahallen
Storlek på hallen: 130×60 meter.
- 6 st 200 meter banor
- en 100-110 meter rakbana
- stav och höjdhopp
- kastburar för kula, slägga och diskus.